# Moștenire (Star Trek: Generația următoare), sezonul 7
„Moștenire” (titlu original: „Inheritance”) este al 10-lea episod din al șaptelea sezon (și ultimul) al serialului TV american științifico-fantastic Star Trek: Generația următoare și al 162-lea episod în total. A avut premiera la 22 noiembrie 1993.
Episodul a fost regizat de Robert Scheerer după un scenariu de Dan Koeppel și René Echevarria bazat pe o poveste de Dan Koeppel.

## Prezentare
Data întâlnește o femeie care pretinde că este „mama” lui. 

## Actori ocazionali
- Fionnula Flanagan - Juliana O'Donnell Soong Tainer
- William Lithgow - Pran Tainer